# Windhuk (stacja kolejowa)
Windhuk – pasażerska i towarowa stacja kolejowa obsługująca Windhuk stolicę Namibii. 

## Historia

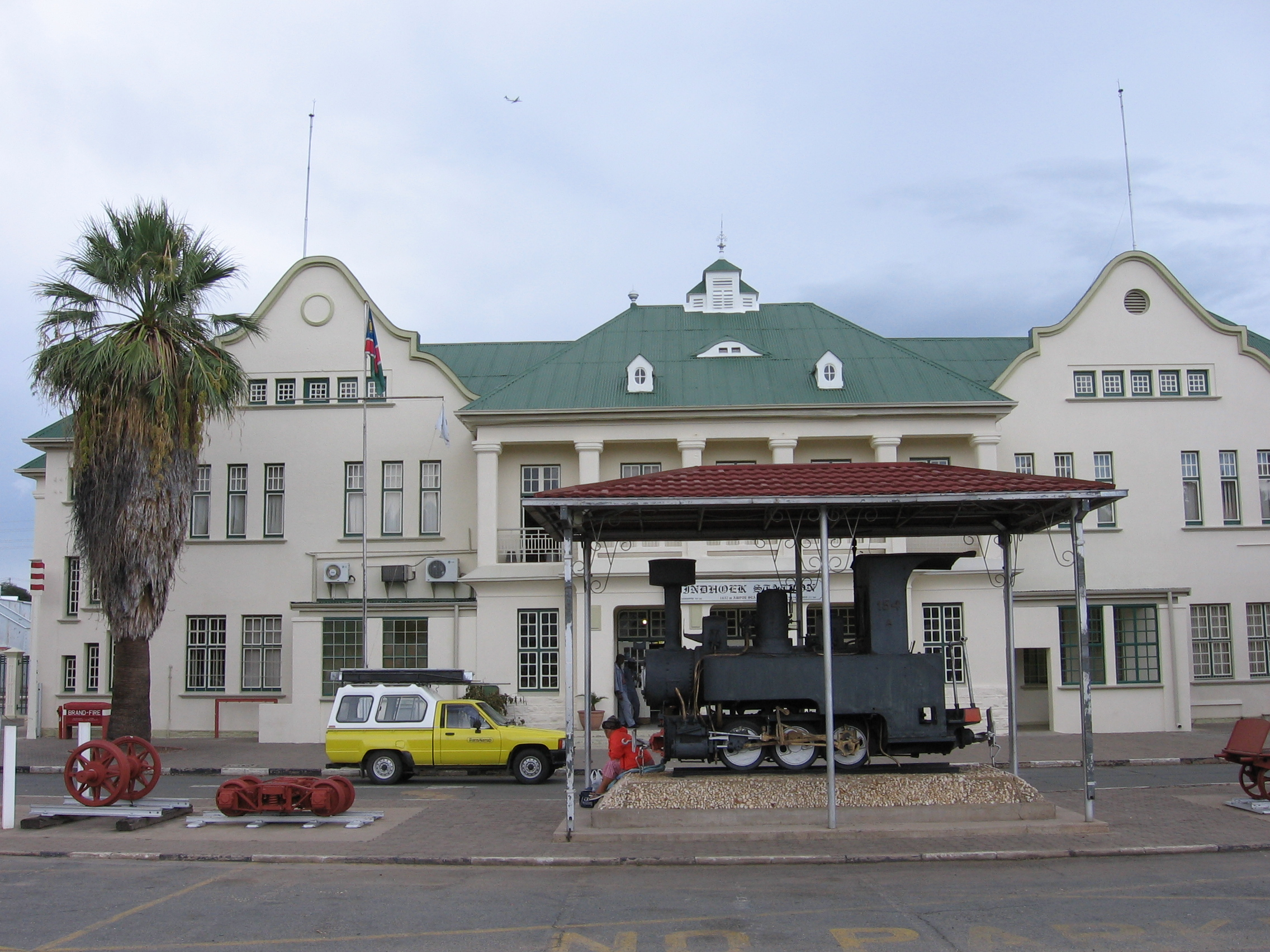
lokomotywa wąskotorowa Old Joe

Pierwsza linia kolejowa w Namibii dotarła do Windhuk w 1902 roku ze Swakopmund. Dzisiejszy budynek dworca został wybudowany w stylu wilhelmińskim z secesyjnymi elementami niemieckiej potęgi kolonialne w Afryce Południowo Zachodniej. Jego otwarcie nastąpiło wraz z uruchomieniem linii kolejowej do Keetmanshoop w 1912 roku. Stojąca przed budynkiem dworca lokomotywa wąskotorowa Old Joe pochodzi również z tych czasów. W 1914 została otwarta linia do Walvis Bay, a w 1930 roku do Gobabis. Na pierwszym piętrze budynku dworcowego znajduje się TransNamib Muzeum.

## Połączenia

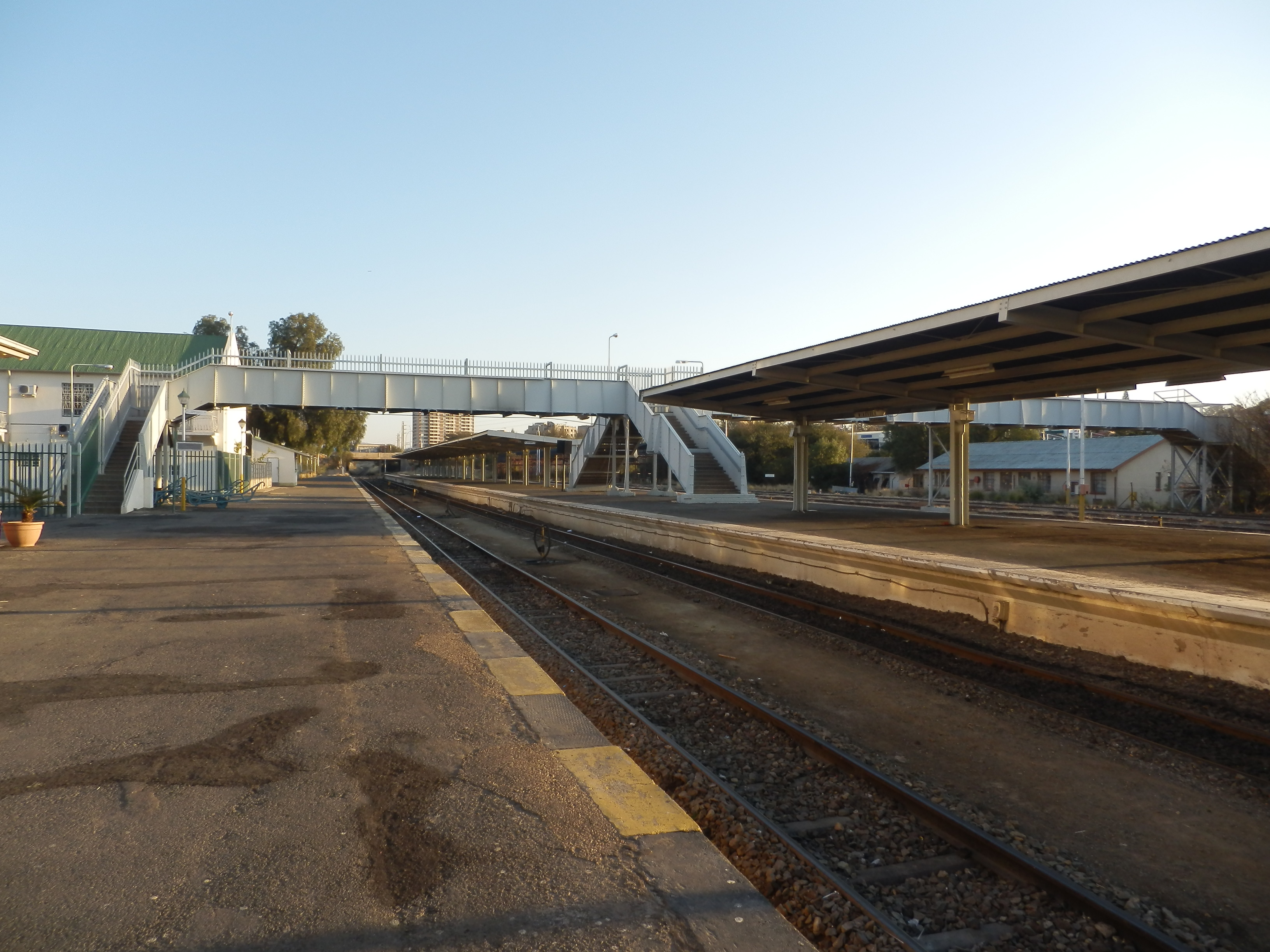
Perony oraz tory na dworcu

Regularne, łączone przewozy towarowo-pasażerskie odbywają się do Swakopmund oraz dalej do Walvis Bay, Gobabis, Keetmanshoop jak również do Otjiwarongo, Tsumeb i dalej do Oshikango. Połączenia wyłącznie towarowe są prowadzone z Windhuk do Aus, a w przyszłości po modernizacji linii kolejowej Lüderitz – Seeheim planowane są również dalej do Lüderitz. Luksusowy pociąg Desert Express kursuje regularnie do Swakopmund.